# Martin Hofstetter
Martin Hofstetter (* 1980 in Krems an der Donau) ist ein österreichischer Kinderbuch- und Hörspielautor.

## Leben
Hofstetter wurde 1980 in Krems an der Donau in Österreich geboren. In Wien studierte er Mathematik und Schauspielerei. In Berlin schloss Hofstetter an der freien Filmschule Filmarche sein Studium in Dramaturgie ab. Seit 2012 schreibt er unter anderem für die Hörspielserie TKKG. Die erste Folge, die er schrieb, war Alarm im Raubtierhaus (180), welche im November 2012 erschien. Seit Folge 184 ist er alleiniger Autor der Serie. Im Mai 2014 erschien sein erstes Kinderbuch Wikingerfreunde halten zusammen im cbj Verlag. Bei Audible erschien 2019 die erste Staffel der Original-Kinderhörspielserie Quasi und die Kiezkids, die Martin Hofstetter gemeinsam mit Stefan Butzmühlen entwickelt und geschrieben hat. 